# 埃德娜·蔡尔德
埃德娜·蔡尔德（英語：Edna Child，1922年10月10日—2023年5月），英国女子跳水运动员。她曾代表英格兰参加1950年大英帝国运动会跳水比赛，获得二枚金牌。她也曾参加1948年夏季奥林匹克运动会。